# Václav Šimon
Václav Daniel Šimon (* 29. května 1926 Praha) je český urolog, který spojoval své znalosti gynekologa, chirurga a urologa již v šedesátých letech 20. století při realizaci nových metod v radikální rekonstrukční urologii, endoskopické operativě a dětské urologii.

## Život
Formování profesního života Václava Šimona bylo ovlivněno výchovou v náboženském prostředí a okolností, že otec byl praktickým venkovským lékařem. Proto oba synové vystudovali medicínu.

### Profesní život
Během vysokoškolských studii lékařství nejprve v Hradci Králové, jako demonstrátor anatomického ústavu. Zde pro demonstrace vytvořil odlitky mozkových komor a odlitky bronchiálního systému jako vzor k segmentálním resekcím plic.
Studia dokončil v Praze v roce 1952. Po promoci pracoval na gynekologicko-porodnickém oddělení okresní nemocnice v Nymburce, kde získal atestaci gynekolog-porodník, a od roku 1956 působil na chirurgickém oddělení oblastní nemocnice v Kolíně, kterou vedl známý chirurg primář Poesner. Na tomto pracovišti získal nejprve atestaci z oboru chirurgie a po studijních pobytech na urologických pracovištích v Halle, v nemocnici na Bulovce a na urologické klinice v Brně atestoval z urologie. Po zřízení urologického oddělení toto nové oddělení vedl. Zde začal provádět i radikální cystektomie se střevní náhradou a rozvíjel transuretrální operativu.
V roce 1968 na výzvu profesora Eduarda Hradce přešel do Prahy na 2. chirurgickou kliniku. Spolupráce s profesorem Hradcem mu dala možnost věnovat se i dětské urologii. Kontakty tohoto pracoviště umožňovaly i dříve nemyslitelné vycestování do kapitalistického světa a stáže na předních evropských pracovištích. Z iniciativy profesora Hradce a profesora Zvary, slovenského pověřence pro zdravotnictví, a profesorů Grégoira, Lopatkina a Marbergera byla v Praze v roce 1975 založena Evropská urologická společnost (EAU), která měla za úkol spolupráci urologů obou politických bloků. Prof. Šimon se stal jedním z prvních jejích členů.
V roce 1975 odešel na 1. chirurgickou kliniku Všeobecné fakultní nemocnice jako asistent a vedoucí urologického oddělení.
Jako krajský odborník pro urologii (1978–1990) a člen poradního sboru hlavního odborníka pro urologii (1980–1990) poukazoval na nedostatky materiálního i personálního vybavení urologických pracovišť, které byly v té době součástí chirurgických oddělení. Urologie byla v očích chirurgické obce pokládána tradičně za obor s přívlastkem septický. Proto bylo úkolem krajských odborníků proti tomuto náhledu bojovat nejen na klinických pracovištích, ale i obecně na všech chirurgických primariátech také proto, že urologie nebyla samostatným oborem. Ještě v roce 1987 při jmenování profesorem byl udělován pouze akademický titul chirurga. Tato situace se změnila uznáním urologie jako samostatného oboru.
Profesor Šimon se podílel na experimentálním vývoji československého litotryptoru a na jeho pracovišti se uskutečnilo první úspěšné mimotělní rozdrcení oxalátového konkrementu ledviny 600 rázovými vlnami u dvaačtyřicetileté pacientky.
V letech 1980 až 1990 byl předsedou pražského Československého červeného kříže.
V letech 1990 až 1994 byl místopředsedou Československé urologické společnosti.
Po reorganizaci pracovišť Všeobecné fakultní nemocnice odešel v roce 1996 na urologickou kliniku, kde pracoval až do odchodu do důchodu v roce 1999.

### Pedagogická činnost
Jako vědecký pracovník, učitel a examinátor se podílel na výuce několika generací mediků a jako oponent stál při obhajobách četných urologů. V roce 1990 se stal členem a v roce 1992 druhým polistopadovým předsedou akademického senátu 1. lékařské fakulty UK a zůstal jím do roku 1994, po čtyři volební období byl členem Akademického senátu Univerzity Karlovy.
Je nositelem zlaté medaile Univerzity Karlovy, udělené v roce 2006.

### Osobní život
Je ženatý, jeho manželka Jitka Šimonová (rozená Hlaváčková) je také lékařkou. Mezi jeho záliby patří golf, lyžování a vážná hudba.

## Dílo
Autor 68 publikací. Je například spoluautorem učebnice Urologie nebo knihy Speciální chirurgie a dále mnoha odborných studií, např.:
- Bilaterální efrektomie u nemocných v konečném stavu ledvinné nedostatečnosti s maligní hypertensí. Sborník lékařský, 85, 1983, č. 5, s.141–145
- Desetileté zkušenosti s radikální cystektomií u zhoubných nádorů močového měchýře. Rozhledy v chirurgii, 67, 1988, č. 10, s.700– 703
- Modern Operative Concepts in Threatment of Strictures of Posterior Urethra, of Urethrocutaneous and Urethrorectal Fistulas. Acta Universitatis Carolinae Medica, 34, 1988, č. 1–2, s. 3–65.
- Surgical Teatment of the Bladder Neck Benign Obstruction. Acta Universitatis Carolinae Medica, 34, 1988, č. 1–2, s. 67–109.
- Šimon V. – Vacík J. – Lopour P. – Michálek J. – Novák V. Development of Fixable Stent for Long-term Derivation of Lower Urinary Tract. Sborník lékařský, 101, 2000, č. 2, s. 14-152.
- Šimon V. – Votoček E. Preventive Wire Ligature of Venae Dorsales Penis in Radical Retropubic Surgery. Sborník lékařský, 96, 1995, č. 1, s. 23–26.
- A new method of haemostasis following transvesical prostetectomy. European Urology, 1977, č. 3, s. 177–178.
- Lethaler bakteriologischer Schock nach urologischen Operationen. Zeitschrift für Urologie, 62, 1969, s. 321–326.

## Ocenění
Je nositelem mnoha akademických a oborových ocenění, např. zlaté medaile Univerzity Karlovy z roku 2006.
V roce 1979 byl vyznamenán medailí papeže Pavla VI. Je též nositelem medaile Červeného kříže I. a II. stupně.